# Россицкий, Евсевий Андреевич
Евсевий Андреевич Россицкий (1823—1885) — чиновник Военного министерства, тайный советник; интендант действующей армии в 1877—1878 г.

## Биография
Происходил из обер-офицерских детей. Окончил в 1842 году Ришельевский лицей и поступил на службу в штаб Бессарабского военного губернатора. В 1843 году перешёл на должность столоначальника в Бессарабскую палату государственных имуществ. В феврале 1850 года он поступил столоначальником в полевое провиантское Комиссионерство 5-го пехотного корпуса, в 1852 году перешёл в Кременчугскую провиантскую комиссию. Участвовал в Крымской войне, в 1856 году вышел в отставку.
В 1858 году Россицкий поступил в Новгородскую провиантскую комиссию и вскоре был прикомандирован к Провиантскому департаменту и послан в Бессарабию дистанционным смотрителем провиантских магазинов. С 29 ноября 1859 года он был назначен Бессарабским обер-провиантмейстером.
В январе 1860 года зачислен в Провиантский департамент и 17 апреля 1860 года стал Таврическим, а 25 февраля 1862 года — Ковенским обер-провиантмейстером; с 21 октября 1862 года состоял при Виленском окружном интендантстве, где в 1864 году был назначен начальником вещевого отделения.
В августе 1867 года был назначен помощником окружного интенданта Туркестанского военного округа. В 1868 году исполнял обязанности начальника г. Ташкента, председателя Туркестанского областного правления и военного губернатора области. В октябре 1869 года был произведён в чин действительного статского советника, а в ноябре того же года назначен помощником военного губернатора и председателем Семиреченского областного правления (приступил к обязанностям в марте 1870 года). Одновременно являлся председателем Верненского комитета для призрения китайских эмигрантов, председательствующим в попечительном совете Верненского училища и членом Комитета по постройке собора в г. Верном, директором Семиреченского тюремного комитета. В отсутствии генерала Колпаковского он неоднократно исполнял обязанности военного губернатора Семиреченской области.
С началом русско-турецкой войны, 1 мая 1877 года он был назначен состоять в распоряжении Главнокомандующего действующей армией и 2 октября 1877 года был определён интендантом действующей армии. Был произведён 22 января 1878 года в чин тайного советника и 7 мая зачислен по Военному министерству.
Его служба окончилась печально: 1 июля 1884 года он был исключён из службы, без лишения, однако, чинов, но с заключением в крепости на 10 месяцев и 20 дней и с потерей некоторых прав и преимуществ.
Умер 24 августа (5 сентября) 1885 года в Киеве; похоронен на Аскольдовой могиле.